# جليكان

أنواع الجيليكان

جليكان (بالإنجليزية: Glycan) أو متعدد السكاريد والتعريفين معترف بهم بواسطة الاتحاد الدولي للكيمياء البحتة والتطبيقية، وهو أحد أشكال السكريات التي تتكون من عدد كبير من السكريات الأحادية المرتبطة بالغليكوسيد.  ومع ذلك ، من الناحية العملية ، يمكن استخدام مصطلح الجليكان أيضًا للإشارة إلى الكربوهيدرات الموجودة في السكريات المترافقة ، مثل بروتين سكري أو غليكوليبيد أو بروتيوغليكان ، حتى إذا كانت الكربوهيدرات مجرد سكريات قليلة التعدد .  عادة ما تتكون الجليكانات فقط من روابط غليكوسيدية من السكريات الأحادية. على سبيل المثال ، السليلوز هو جليكان (أو ، بشكل أكثر تحديدًا ، غلوكان )